# Diácono João Luiz Pozzobon
Diácono João Luiz Pozzobon é um bairro do distrito da sede, no município gaúcho de Santa Maria, no Brasil. Localiza-se na região sudeste da cidade.
O bairro Diácono João Luiz Pozzobon possui uma área de 7,0884 km² que equivale a 5,82% do distrito da Sede que é de 121,84 km² e 0,3956% do município de Santa Maria que é de 1791,65 km².

## História
O bairro surgiu em 2006 e o nome é uma homenagem João Luiz Pozzobon, onde, no local já existia uma unidade residencial denominada Conjunto Residencial Diácono João Luiz Pozzobon. A área do bairro é a soma de toda a área do antigo Cerrito (não confundir com o atual Cerrito) às áreas ao sul da BR-287 que até então faziam parte do bairro São José e na nova divisão a BR-287 passa a ser o limite sul deste, mais, áreas sem denominação de bairro, os sem-bairro.
No bairro Diacono João Luiz Pozzobon assenta-se a microbacia hidrográfica do arroio Passo das Tropas. O bairro, por ser uma área para expansão urbana, possui grandes áreas de campo, onde se aplica a pecuária, havendo também áreas de agricultura.
Quanto a altitude, o bairro tem declividade de cerca de 40 metros no sentido norte-sul.

## Limites
Limita-se com os bairros: Camobi, Cerrito, Pains, São José, Tomazetti.
Descrição dos limites do bairro: A delimitação inicia num ponto do eixo da Rodovia BR-287 com a projeção do eixo da Rua José Barachini, segue-se a partir daí pela seguinte delimitação: eixo da Rodovia BR-287, no sentido leste; leito do Arroio das Tropas, no sentido a jusante; linha de divisa noroeste da UFSM, no sentido oeste em linhas quebradas: leito do Arroio das Tropas, no sentido a jusante; sanga afluente do Arroio das Tropas, que limita a oeste com o Loteamento Jardim Berleze, no sentido a montante; eixo da Rua José Barachini, no sentido norte, até encontrar o eixo da Rodovia BR-287, início desta demarcação.

## Unidades residenciais
O bairro Diácono João Luiz Pozzobon, pertencente ao distrito da Sede, é uma unidade de vizinhança que contém as seguintes unidades residenciais:
| # | Unidade residencial                             | Localização                       | Limites | Obs.       |
| - | ----------------------------------------------- | --------------------------------- | --- | ---------- |
| 1 | Conjunto Residencial Diácono João Luiz Pozzobon | 29° 43' 08.06" S 53° 45' 37.06" O | A unidade residencial urbana, localizada ao sudoeste do Loteamento Paróquia das Dores, com acesso pela Estrada Municipal Eduardo Duarte.                                                                   | [ Obs. 1 ] |
| 2 | Jardim Berleze                                  | 29° 43' 11.01" S 53° 46' 32.41" O | A unidade residencial urbana que dista 320 metros ao sudeste da Travessa Adão Comasseto e confronta a leste com a Estrada Municipal Eduardo Duarte e ao oeste com uma sanga afluente do Arroio das Tropas. | [ Obs. 2 ] |
| 3 | João Luiz Pozzobon                              |                                   | Toda a área do perímetro do bairro João Luiz Pozzobon sem denominação específica. |            |
| 4 | Loteamento Paróquia das Dores                   | 29° 42' 55.92" S 53° 45' 55.70" O | A unidade residencial urbana, localizada ao sudoeste da Vila Maringá, com acesso pela Estrada Municipal Eduardo Duarte.                                                                                    | [ Obs. 3 ] |
| 5 | Vila Cerrito                                    | 29° 42' 42.66" S 53° 46' 32.45" O | A unidade residencial urbana que confronta a noroeste com a Travessa Adão Comasseto. | [ Obs. 4 ] |
| 6 | Vila Maringá                                    | 29° 42' 47.03" S 53° 45' 43.89" O | A unidade residencial urbana que confronta ao noroeste com a Estrada Municipal Eduardo Duarte, distando 470 metros ao sudoeste da Rodovia BR-287, com acesso pela Rua Irmão Leão.                          | [ Obs. 5 ] |

1. ↑  O acesso principal se dá pela BR-287 e daí pela Estrada Municipal Eduardo Duarte. Suas principais ruas são: Rua Hilda Conceição Berleze e Galdino Belinaso. Suas demais ruas tem o nome de letras: Rua "A", Rua "B",...
2. ↑  Suas ruas tem nome de árvores - Rua Andiroba, Rua Seringueira, Rua Acácia,...; Um de seus princiapis acessos se dá pela Estrada Municipal Eduardo Duarte, que faz esquina com a BR-287.
3. ↑  O acesso se dá pela Estrada Municipal Eduardo Duarte.
4. ↑  Suas ruas são caracterizadas pelo nome de números - Rua "1", Rua "2",.... O acesso principal se dá pela Rua Adão Camasseto que faz esquina com a BR-287.
5. ↑  Suas ruas são caracterizadas pelo nome de números - Rua "1", Rua "2",...; Sua rua principal senomina-se Rua Irmão Leão, e, o acesso se dá pela Estrada Municipal Eduardo Duarte que faz esquina com a BR-287.

## Demografia

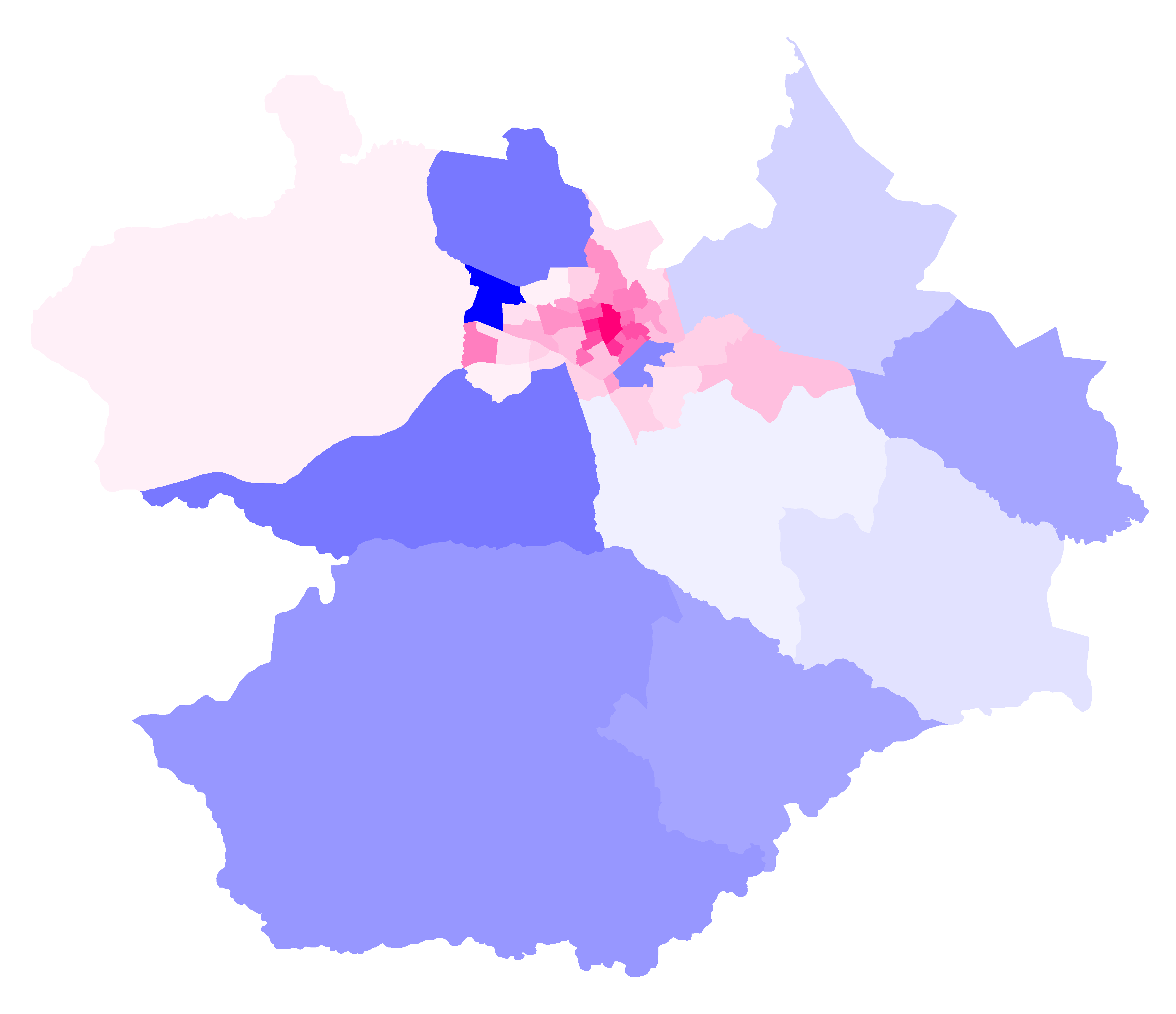
Mapa do município de Santa Maria com as divisões em bairros. Em escalas de azul os bairros com predominância masculina e em escalas de rosa os bairros com predominância feminina. Observa-se que quanto melhor a infraestrutura e o acesso a ela mais convidativo o bairro é para a população feminina. E, reciprocamente, podemos reconhecer os bairros com melhor infraestrutura observando onde a população feminina está concentrada.

Segundo o censo demográfico de 2010, Diácono João Luiz Pozzobon é, dentre os 50 bairros oficiais de Santa Maria:
- Um dos 41 bairros do distrito da Sede.
- O 29º bairro mais populoso.
- O 12º bairro em extensão territorial.
- O 37º bairro mais povoado (população/área).
- O 49º bairro em percentual de população na terceira idade (com 60 anos ou mais).
- O 44º bairro em percentual de população na idade adulta (entre 18 e 59 anos).
- O 2º bairro em percentual de população na menoridade (com menos de 18 anos).
- Um dos 39 bairros com predominância de população feminina.
- Um dos 30 bairros que não contabilizaram moradores com 100 anos ou mais.

Distribuição populacional do bairro
1. Total: 3152 (100%)
  1. Urbana: 3152 (100%)
  2. Rural: 0 (0%)
2. Homens: 1559 (49,46%)
  1. Urbana: 1559 (100%)
  2. Rural: 0 (0%)
3. Mulheres: 1593 (50,54%)
  1. Urbana: 1593 (100%)
  2. Rural: 0 (0%)

## Infraestrutura
O bairro possui características bastante rurais e grande diferença de classes sociais. Observa-se que é um bairro em expansão urbana recente.

## Fotos do bairro

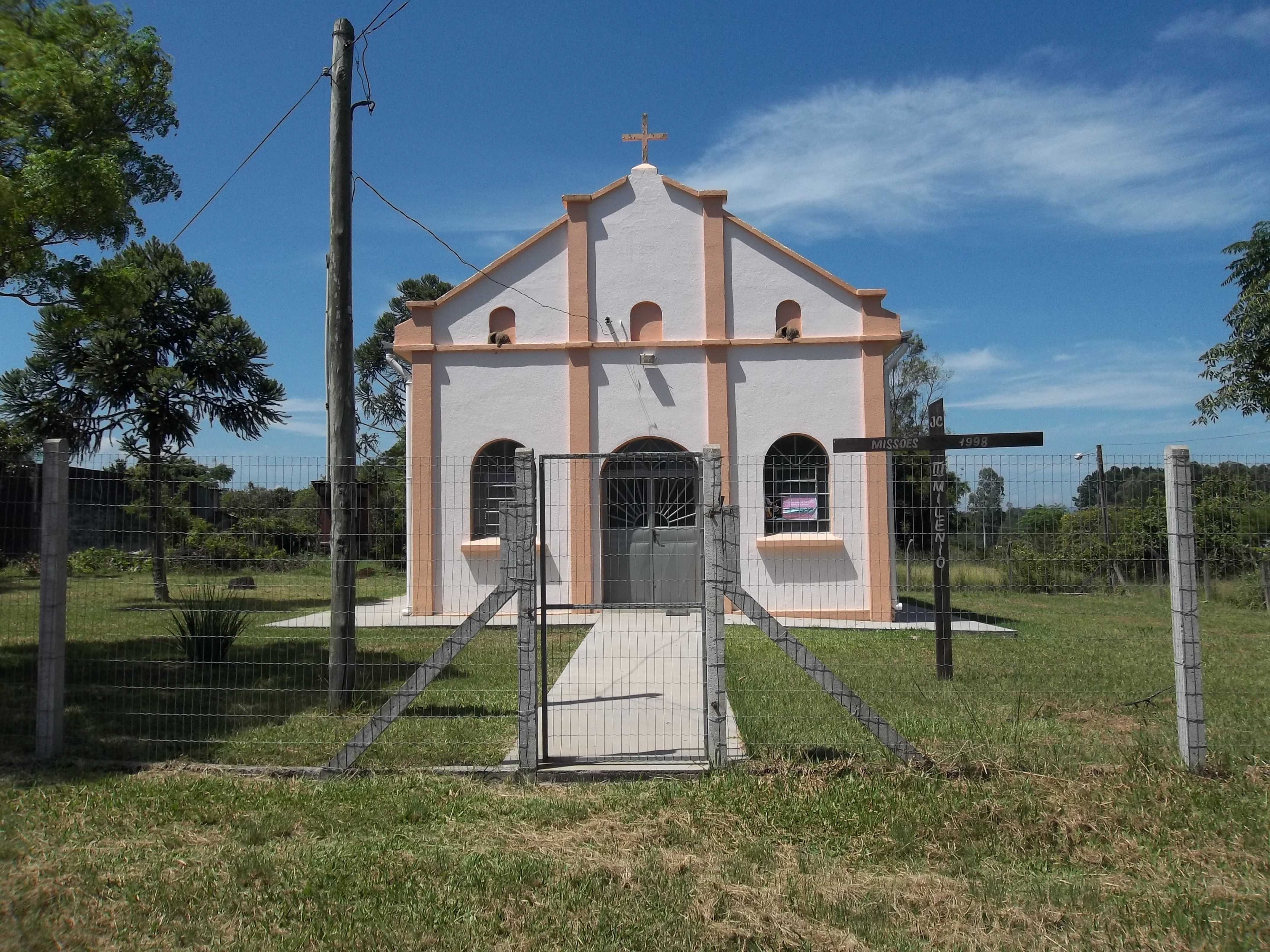
Igreja Santa Cecília, onde aos fundos funciona a EMEF Santa Cecília, no Jardim Berleze.
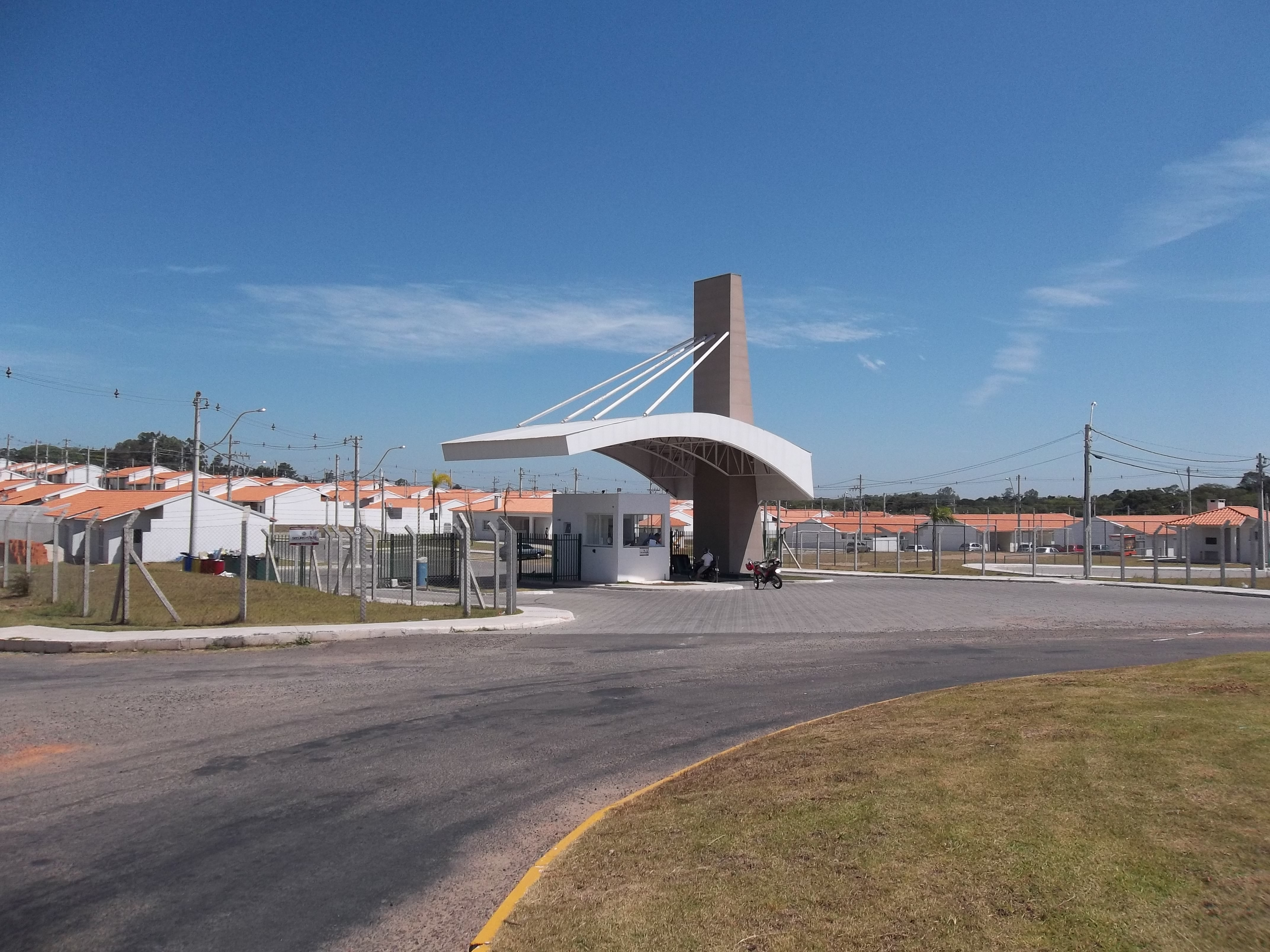
Moradas Clube, uma unidade residencial recente do tipo condomínio fechado.
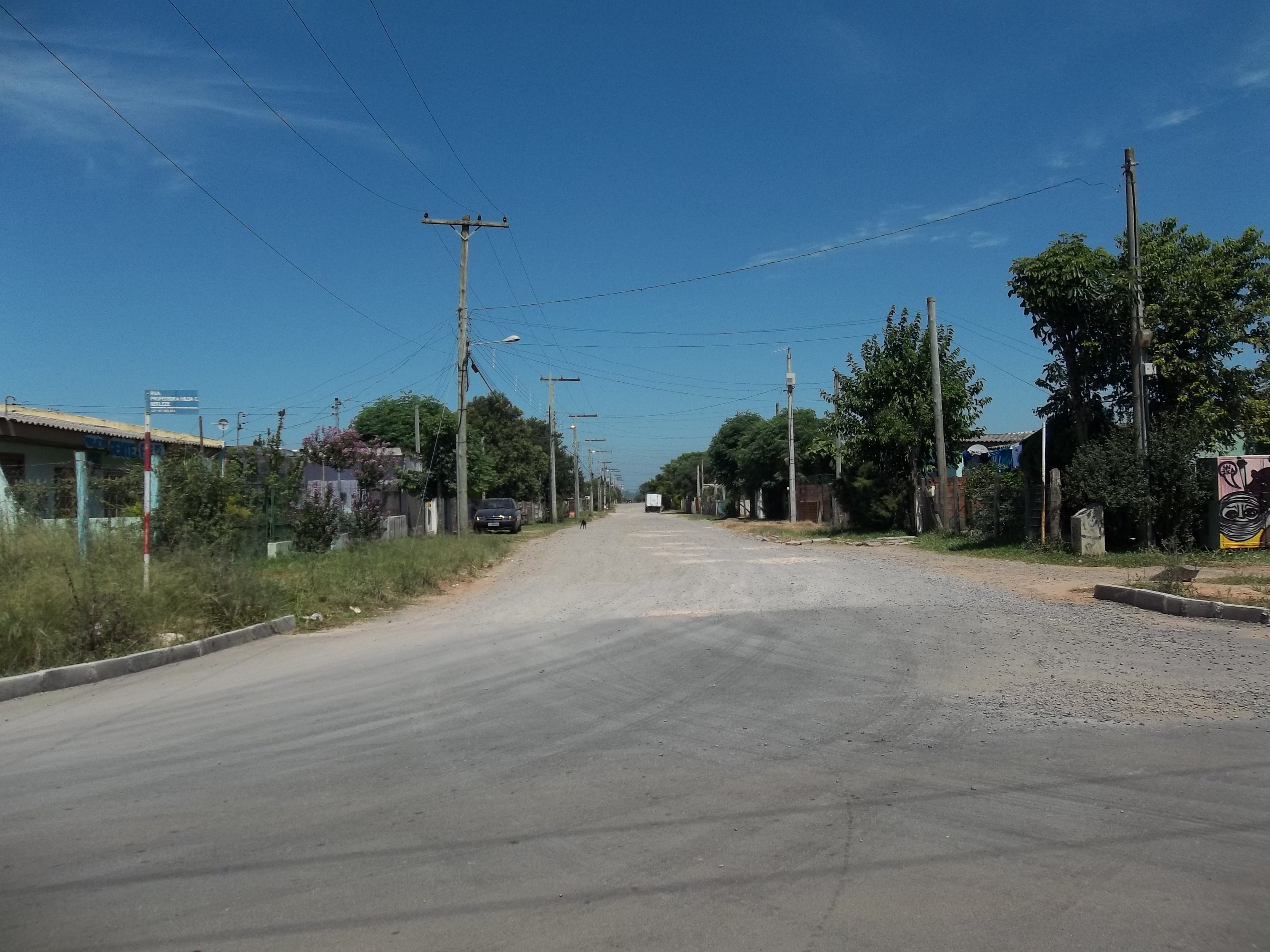
Núcleo Habitácional Diácono João Luiz Pozzobon, provável origem do nome do bairro.
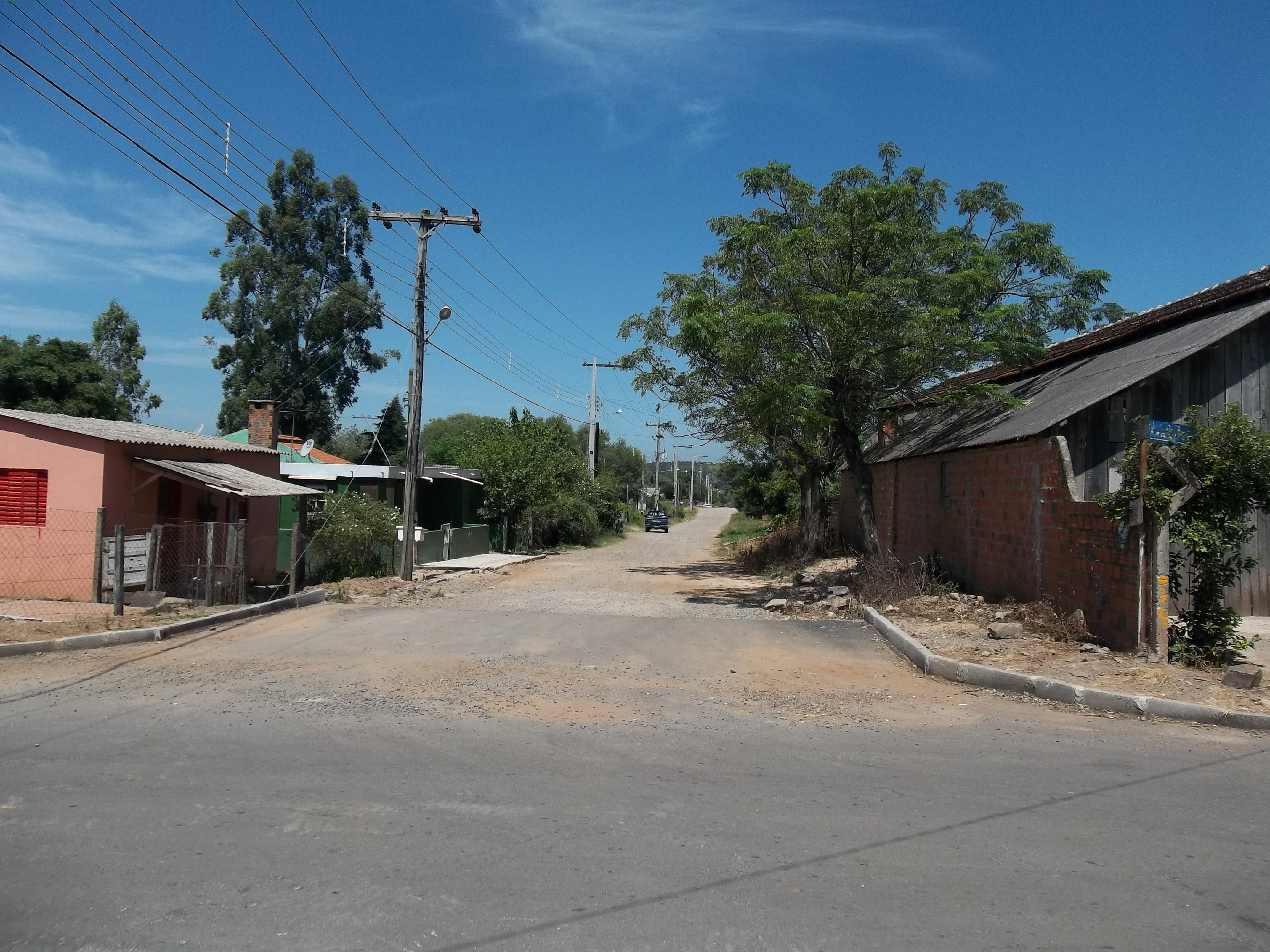
Vila Maringá, uma das mais antigas unidades residenciais do Diácono J.L. Pozzobon.